# Jack the Ripper: The Uncensored Facts
Jack the Ripper: The Uncensored Facts är en bok av Paul Begg som handlar om Jack Uppskäraren, bakgrunden till morden han utförde fram till han slutade mörda.
Boken publicerades för första gången år 1990 i Storbritannien, år 2004 kom en ny utgåva som bytt namn till Jack the Ripper, The Facts.